# Guus (single)
Guus is een Nederlandstalig lied uit 1975. Het wordt met een kneuterig boeren-nepaccent gezongen door Alexander Curly, die de tekst zelf had geschreven. Curly werd begeleid door een tuba. De productie was in handen van Chiel Montagne.
Het lied stond eind 1975 10 weken in de Top 40 en behaalde de eerste plaats.

## Tekst
Het lied begint met het refrein "Guus kom naar huus want de koeien staan op spring'n......Dit kan toch zo niet doorgaan Guus wat is er aan de hand?" daarna drie coupletten gevolgd door het refrein en nogmaals een couplet en daarna tweemaal het refrein.
Het lied gaat over de agrariër Guus Utenwaard, afkomstig uit een dorp in de buurt van Rotterdam. Een paar weken geleden reed hij tijdens het hooien van het land met zijn trekker met hoge snelheid tegen zijn koeienstal aan waarbij hij gewond raakte aan zijn hoofd en de trekker volledig was vernield. Er moest dus een nieuwe trekker worden aangeschaft en daarom telde hij zijn spaargeld dat opgeborgen was in een schoenendoos. De eerstvolgende zaterdag nam hij de bus naar Rotterdam met in zijn binnenzak een goedgevulde portemonnee.
Guus was nog nooit in de stad geweest en kende alleen zijn dorp en boerderij. Hij dacht dat in de stad grote feesten met "wilde wijven" waren die voor een habbekrats hun lichaam voor geld verkochten, aan orgies en excessen deden maar ook in zonde leefden en nooit naar de kerk gingen en dat de duivel daar wel overwerk zou hebben. Hierover in gedachten kwam hij in Rotterdam aan en werd aangesproken door een vrouw die vroeg of hij met haar mee ging om wat te drinken in een gelegenheid waar mensen zoals Guus kwamen. Uiteindelijk kwam Guus met haar in "Huize Constance", een bordeel, terecht, waar hij diep onder de indruk was van de blote billen van de meisjes en dacht dat als de pastoor het wist hij in de hel zou komen. Guus kon het allemaal niet geloven dat het echt was.
Guus was zo onder de indruk van de meisjes en had zo de smaak van het hoerenlopen te pakken, dat hij in het geheel niet meer aan zijn boerderij en koeien dacht en al zijn geld erdoorheen joeg. In plaats van een trekker kocht hij een snelle Amerikaanse auto om daarmee naar en door Rotterdam te scheuren om door te zakken en naar de hoeren te gaan.
Intussen spreekt het hele dorp schande uit van Guus zijn doen en laten. Ze roepen hem op om naar huis te komen om de koeien te melken, de varkens te eten te geven en het land te hooien anders zouden er vreemde dingen gebeuren. De pastoor beweert zelfs dat Utenwaard hiervoor in de hel zou komen. Maar Guus trekt zich er niets van aan, vergeet zijn boerderij en maakt al zijn spaargeld op aan "'t wilde wijvenspel".
Het liedje is losjes gebaseerd op een boer uit Zegveld.

## Hitnoteringen

### Nederlandse Top 40
| Hitnotering: 20-09-1975 t/m 22-11-1975 | Hitnotering: 20-09-1975 t/m 22-11-1975 | Hitnotering: 20-09-1975 t/m 22-11-1975 | Hitnotering: 20-09-1975 t/m 22-11-1975 | Hitnotering: 20-09-1975 t/m 22-11-1975 | Hitnotering: 20-09-1975 t/m 22-11-1975 | Hitnotering: 20-09-1975 t/m 22-11-1975 | Hitnotering: 20-09-1975 t/m 22-11-1975 | Hitnotering: 20-09-1975 t/m 22-11-1975 | Hitnotering: 20-09-1975 t/m 22-11-1975 | Hitnotering: 20-09-1975 t/m 22-11-1975 | Hitnotering: 20-09-1975 t/m 22-11-1975 |
| Week                                   | 1                                      | 2                                      | 3                                      | 4                                      | 5                                      | 6                                      | 7                                      | 8                                      | 9                                      | 10                                     |                                        |
| -------------------------------------- | -------------------------------------- | -------------------------------------- | -------------------------------------- | -------------------------------------- | -------------------------------------- | -------------------------------------- | -------------------------------------- | -------------------------------------- | -------------------------------------- | -------------------------------------- | -------------------------------------- |
| Nummer                                 | 20                                     | 4                                      | 1                                      | 1                                      | 1                                      | 4                                      | 8                                      | 19                                     | 34                                     | 40                                     | uit                                    |

### Nationale Hitparade
| Hitnotering: 20-09-1975 t/m 08-11-1975 | Hitnotering: 20-09-1975 t/m 08-11-1975 | Hitnotering: 20-09-1975 t/m 08-11-1975 | Hitnotering: 20-09-1975 t/m 08-11-1975 | Hitnotering: 20-09-1975 t/m 08-11-1975 | Hitnotering: 20-09-1975 t/m 08-11-1975 | Hitnotering: 20-09-1975 t/m 08-11-1975 | Hitnotering: 20-09-1975 t/m 08-11-1975 | Hitnotering: 20-09-1975 t/m 08-11-1975 | Hitnotering: 20-09-1975 t/m 08-11-1975 |
| Week                                   | 1                                      | 2                                      | 3                                      | 4                                      | 5                                      | 6                                      | 7                                      | 8                                      |                                        |
| -------------------------------------- | -------------------------------------- | -------------------------------------- | -------------------------------------- | -------------------------------------- | -------------------------------------- | -------------------------------------- | -------------------------------------- | -------------------------------------- | -------------------------------------- |
| Nummer                                 | 22                                     | 7                                      | 1                                      | 1                                      | 1                                      | 9                                      | 12                                     | 25                                     | uit                                    |

### NPO Radio 2 Top 2000
| Nummer met noteringen in de NPO Radio 2 Top 2000 | '99  | '00 | '01  | '02  | '03  | '04  | '05  | '06  | '07  | '08  |
| ------------------------------------------------ | ---- | --- | ---- | ---- | ---- | ---- | ---- | ---- | ---- | ---- |
| Guus                                             | 1304 | 905 | 1098 | 1162 | 1354 | 1335 | 1349 | 1738 | 1264 | 1383 |

1. ↑  Een vetgedrukt getal geeft de hoogste notering aan.
2. ↑  Deze tabel is bijgewerkt tot en met de laatste editie (2024).

## Andere versies

### Het Cocktail Trio
In 1975 werd het nummer Guus kom naar huus ook uitgebracht door het Cocktail Trio.

### The Madrinas
In 1975 werd het nummer ook uitgebracht, maar dan uitsluitend instrumentaal met accordeonmuziek, door The Madrinas uit België.

### De Dikke Lul Band
De Dikke Lul Band bracht begin 1996 het nummer Per stoep (Lekker ding, lekker ding) uit, als pikante persiflage op Per spoor (Kedeng kedeng) van Guus Meeuwis & Vagant. Meeuwis vond de persiflage schadelijk voor zijn imago. Onder druk van een kort geding zegde De Dikke Lul Band toe de singles uit de handel te halen. Vervolgens nam de band het nummer Guus Kom Naar Huus (Je Moeder Wil Je Spreken) op, een bewerking van het oorspronkelijke nummer van Curly uit 1975. Het stond in 1996 vier weken in de tipparade.